# Gerhard Feige
Gerhard Feige, né le 19 novembre 1951 à Halle  (Saxe-Anhalt, Allemagne), est un prélat et théologien catholique allemand, évêque de Magdebourg depuis 2005.

## Biographie

### Formation
Le 1er avril 1978, Gerhard Feige est ordonné prêtre par Johannes Braun (de) en la cathédrale Saint-Sébastien de Magdebourg. Il travaille d'abord comme vicaire à Salzwedel et Magdebourg puis, en 1982, il travaille comme assistant en philosophie et théologie à l'université d'Erfurt. Après avoir obtenu un doctorat en théologie et terminé ses études à Rome, il enseigne l'Histoire ancienne de l'Église, la patristique et la théologie œcuménique à l'université d'Erfurt.

### Épiscopat
Le 19 juillet 1999, le pape Jean-Paul II le nomme évêque auxiliaire de Magdebourg et évêque titulaire de Tisedi (de). Gerhard Feige reçoit alors l'ordination épiscopale de Mgr Nowak (de), le 11 septembre 1999, en la cathédrale Saint-Sébastien de Magdebourg. Ses co-consécrateurs sont Joachim Wanke et Paul-Werner Scheele.
Après la démission de Mgr Nowak, le 17 mars 2004, Gerhard Feige est nommé administrateur diocésain par le pape, en attendant la nomination d'un nouvel évêque. Le 23 février 2005, le Pape Jean-Paul II le nomme évêque de Magdebourg. L'inauguration a alors lieu le 16 avril 2005 en la cathédrale Saint-Sébastien de Magdebourg, en la présence du nonce apostolique, Mgr Erwin Josef Ender et de Mgr Hans-Josef Becker.
Sous son épiscopat, Mgr Feige offre une grande place à l'œcuménisme et particulièrement à la relation entre le catholicisme, l'orthodoxie et les églises uniates. En 1983, il reçoit notamment l'autorisation d'organiser des messes dans le rite byzantin. 
Depuis 1993, il fait partie de la Commission mixte des métropoles orthodoxes grecques d'Allemagne. 
En 1992, il est nommé délégué au sein du Conseil des Églises chrétiennes d'Allemagne par la Conférence épiscopale allemande. Depuis septembre 2012, il est également président de la Commission œcuménique de la Conférence épiscopale allemande.